# Monetazione di Locri Epizephyrii
Locri Epizephirii (o anche Locri Epizefiri, dal greco: Λοκροὶ Επιζεφύριοι, Lokroi Epizephyrioi) fu una città della Magna Grecia, fondata verso il VII secolo a.C. sul mar Ionio da coloni ellenici provenienti dalla Locride greca .

## Monete
Nonostante la città già al tempo di Dionisio I  fosse, assieme a Croton e Rhegion, tra le più influenti del Brutium, la monetazione inizia relativamente tardi rispetto ad altri centri, solo verso la seconda metà del IV secolo a.C., quando nel Bruttium erano già attive le zecche di Rhegion, Sybaris, Laus, Kaulonia Croton, Terina. Una delle ipotesi avanzate è che la legislazione di Zaleuco vietasse, come quella di Licurgo, la coniazione di monete.
Nel 388 a.C. Kaulonia fu distrutta da Dionisio e il suo territorio ceduto a Locri. Verso la metà del IV secolo a.C., con l'appoggio di Siracusa che mette temporaneamente sotto scacco Reggio, Locri Epizefiri e Crotone diventano le città più potenti, riuscendo a soddisfare, sino alla liberazione di Reggio dal dominio siracusano, le esigenze monetarie di tutto il Bruttium.
Locri coniò anche molti pegasi, ossia monete simili a quelle emessa da Corinto, con Pegaso in volo al dritto e Atena in elmo corinzio al rovescio.

### Primi stateri
Zeus - Eirene
Una prima, piccola, emissione di stateri con la testa di Zeus al dritto e al rovescio la figura di Eirene (la pace). Il rovescio di questa moneta è stato messo in relazione con la Nike rappresentata nel rovescio delle ultime monete di Terina da Kraay.
Zeus - Aquila
Queste monete sono state seguite da diverse emissioni con lo stesso tipo al dritto e un'aquila al rovescio..
Aquila - fulmine
Oltre a questi due tipi esistono anche stateri con l'aquila al dritto e il fulmine al rovescio.
Piede monetario
Queste tre monete e le frazioni loro associate (trioboli, dioboli ed oboli) vengono coniate secondo il piede attico, cioè con didracma da 8,6 grammi.

### Pegasi
Contemporaneamente a Locri vengono coniati dei Pegasi.
I Pegasi erano monete coniate a Corinto ed imitate da moltissime polis greche. I pegasi e le "civette" di Atene erano le monete più diffuse nel mondo greco.
Sul dritto è rappresentato Pegaso, il cavallo alato della mitologia greca, in volo e sul rovescio la dea Atena, raffigurata con l'elmo corinzio.

### Pirro
Nel 280 a.C. Locri si allea con Pirro; alla zecca di Locri viene attribuita la coniazione di alcune delle monete coniate nell'Italia da Pirro e che recano il suo nome.
Zeus - Dione
La prima moneta è un tetradracma, definito splendido da Rutter che reca impresso il nome del re dell'Epiro.
La moneta presenta al dritto la testa dello Zeus di Dodona, con lunghi capelli, barba e coronato da una corona di foglie di quercia; sotto la testa la lettera 'A' (alfa).
Al rovescio è rappresentata Dione, che era considerata la moglie di Zeus al santuario di Dodona.
Dione è raffigurata seduta su un trono con un alto schenale. Nella mano destra tiene uno scettro mentre con la sinistra solleva un velo. Ai lati della dea la legenda: ΠΥΡΡΟΥ ΒΑΣΙΛΕΩΣ (pyrrou basileōs, del re Pirro).
Achille - Teti
Oltre al tetradracma Pirro coniò un didracma con i tipi di Achille e Teti.
Al dritto è raffigurata la testa elmata di Achille.
Al rovescio è raffigurata la madre dell'eroe, la ninfa marina Teti, reclinata su un ippocampo mentre ammira lo scudo che il dio Efesto ha costruito per Achille. Anche su questa moneta la legenda recita ΠΥΡΡΟΥ ΒΑΣΙΛΕΩΣ.
Il tipo iconografico fu scelto da Pirro per evidenziare Pirro per evidenziare la sua pretesa discendenza dall'eroe acheo, attraverso il figlio Neottolemo di Achille (o Pirro), da cui lo stesso re prese il nome.

### Pistis e Roma
Verso il 275 a.C. Locri ruppe l'alleanza con Pirro e si alleò con Roma. In questa occasione viene coniata una moneta, uno statere, che celebra la conclusione di un trattato.
Al diritto lo statere presenta la testa di Zeus, laureato. Sotto al collo a volte lettere (NE oppure A o altro).
Al rovescio Roma, seduta con uno scudo al suo fianco, è incoronata da Pistis, la dea della Fede o Fedeltà. Le due divinità sono indicate con i nomi ΠΙΣΤΙΣ e ΡΩΜΑ. In esergo l'etnico ΛΟΚΡΩΝ.

### Cataloghi
- Sylloge Nummorum Graecorum - American Numismatic Society:
- Sylloge Nummorum Graecorum - France: Italie. Parigi 2003 - ISBN 2-7177-2232-7
- Sylloge Nummorum Graecorum - Copenhagen: Italy.